# Nazareth (Teksas)
Nazareth je grad u američkoj saveznoj državi Teksas. Prema popisu stanovništva iz 2010. u njemu je živjelo 311 stanovnika.
Grad je osnovao katolički svećenik Joseph Reisdorff te ga nazvao po mjestu Isusova rođenja.